# Robert Francis Byrnes
Robert Francis Byrnes (ur. 1917, zm. 1997) – amerykański historyk, badacz dziejów  Rosji, sowietolog.

## Życiorys
W czasie wojny pracował dla wywiadu wojskowego, w latach 1951-1954 dla CIA. Doktorat w 1947 na Harvard University. Następnie wykładowca Rutgers University. Od 1948 pracownik Russian Institute w Columbia University. Od 1951 do 1956 analityk w Mid-European Studies Center (1954-1956 dyrektor). Od 1956 profesor Indiana University, gdzie założył Russian and East European Institute.

## Wybrane publikacje
- Pobedonostsev: His Life and Thought, Bloominghton 1968.
- Awakening American Education to the World: The Role of Archibald Cary Coolidge, 1866-1928, Notre Dame 1982.
- After Brezhnev: sources of Soviet conduct in the 1980s, ed. by Robert F. Byrnes, Bloomington: Indiana Univ. Press in assoc. with the Center for Strategic and Intern. Studies, Georgetown Univ., Washington 1983.

- A History of Russian and East European Studies in United States. Selcted Essays, Lanham 1994.